# دینا مرهاو
دینا مرهاو (عبری: דינה מרחב‎؛ زادهٔ ۹ مارس ۱۹۳۶) مجسمه‌ساز اهل اسرائیل است.